# Eilema marcida
Eilema marcida is een vlinder uit de familie van de spinneruilen (Erebidae), onderfamilie beervlinders (Arctiinae). De wetenschappelijke naam van de 
soort is voor het eerst geldig gepubliceerd in 1859 door Mann.
Deze nachtvlinder komt voor in Europa.